# Albert Stolz
Albert Stolz (* 19. November 1875 in Bozen, Österreich-Ungarn; † 8. Jänner 1947) war ein Südtiroler Öl- und Freskenmaler. Seine Brüder waren die Maler Ignaz Stolz (1868–1953) und Rudolf Stolz (1874–1960).

## Leben

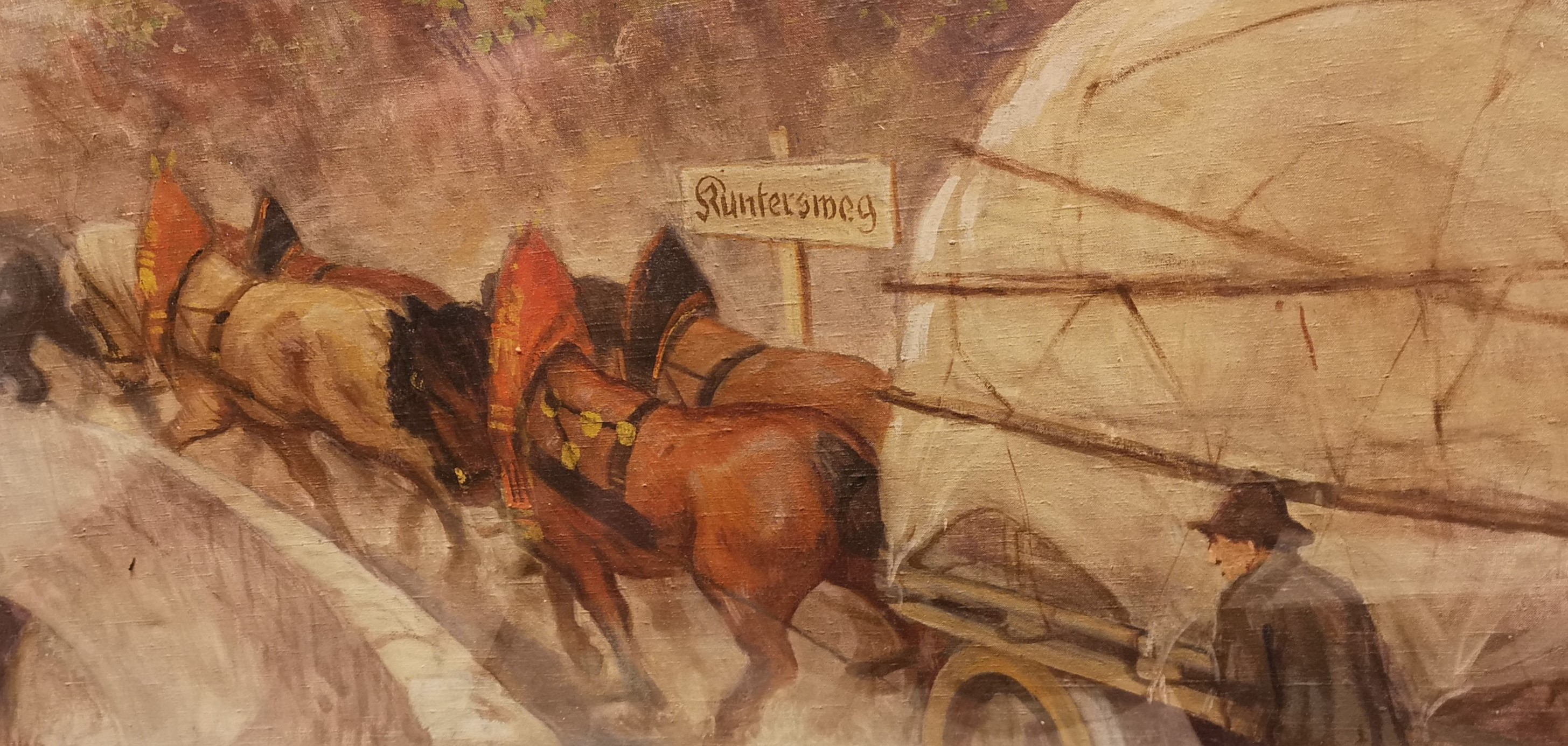
Der Kuntersweg bei Bozen, undatiert

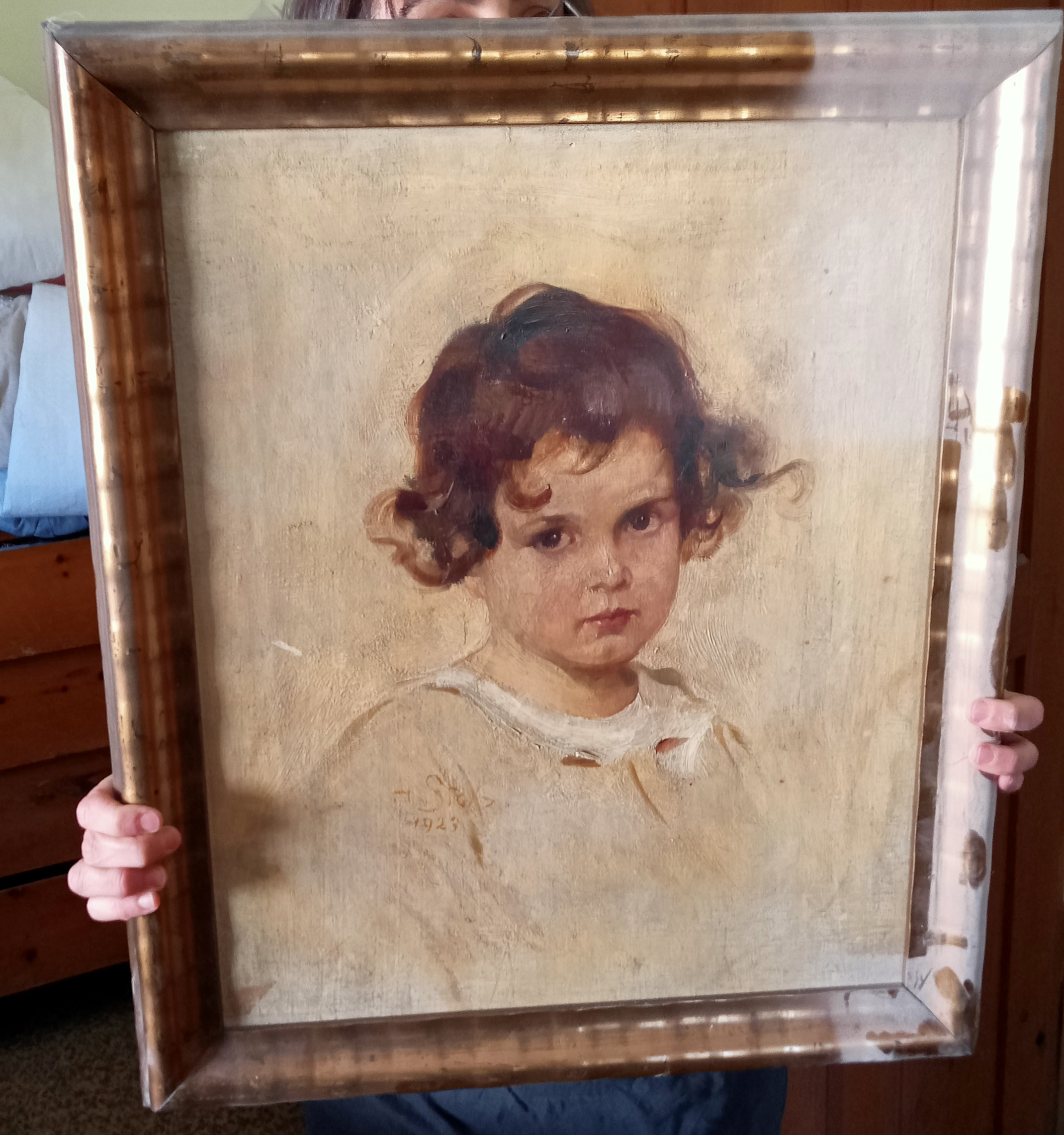
Mädchen mit Kraushaar, 1923

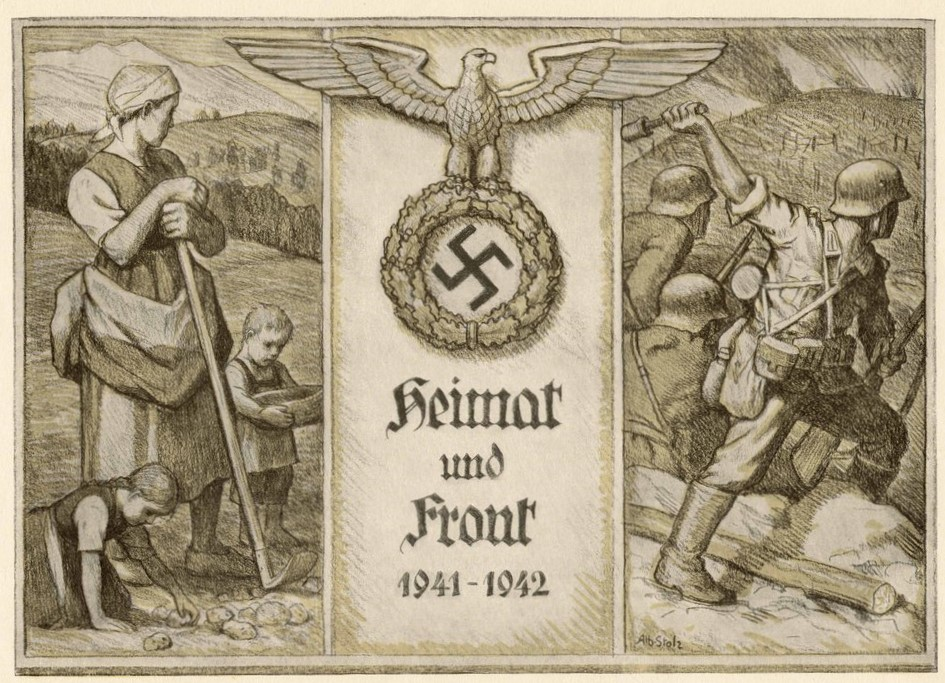
Von Stolz entworfene Propagandakarte der Arbeitsgemeinschaft der Optanten für Deutschland (Winterhilfswerk) von 1941/42

Stolz studierte von 1898 bis 1903 an der Wiener Akademie bei Alois Delug. Er widmete sich mit Vorliebe Darstellungen aus dem bäuerlichen Alltag, Tiroler Sagengestalten und nahm auch Aufträge für kirchliche und profane Wandbilder an. In den Jahren der faschistischen und nationalsozialistischen Diktatur gestaltete er sowohl die Fassade wie den Sitzungssaal des 1933 eröffneten neuen Meraner Rathauses mit regimenahen Motiven und nahm an den „Gau-Kunstausstellungen Tirol-Vorarlberg“ in Innsbruck und an den regimenahen Kunstbiennalen in Bozen teil. Mehrere Arbeiten stehen auch im Kontext der Südtiroler Option und kreisen um das Motiv des Heimatverlusts.
Nach dem Zweiten Weltkrieg übernahm Stolz den Vorsitz des 1946 gegründeten Südtiroler Künstlerbundes.

## Werke (Auswahl)
- Fresken in der Pfarrkirche Biberwier
- Mädchen mit Kraushaar, 1923, Öl auf Leinwand, in Privatbesitz
- Die apokalyptischen Reiter, 1926, Tempera auf Leinwand, Stadtmuseum Bozen
- Il duce, 1938, Ölbild, Südtiroler Landesmuseum für Kultur- und Landesgeschichte Schloss Tirol
- Abschied von der Heimat, Öl auf Karton, 1940
- Sigmundskron mit dem Etschtal gegen Süden, 1942